# Metacharis chia
Metacharis chia är en fjärilsart som beskrevs av Jacob Hübner 1816. Metacharis chia ingår i släktet Metacharis och familjen Riodinidae. Inga underarter finns listade i Catalogue of Life.